# Anton Polaschek
Anton Polaschek (* 12. Juni 1855 in Kosteletz, Markgrafschaft Mähren; † 6. Juli 1912 in Floridsdorf) war ein österreichischer Altphilologe. Als  Gymnasialprofessor in Czernowitz und Wien war er „einer der bedeutendsten Schulmänner im Mittelschulwesen Österreichs“.

## Leben
Anton Polaschek studierte an der Universität Wien Klassische Philologie und wurde Mitglied des Corps Cimbria. 1888 kam er von Brünn an das k.k. I. Staatsgymnasium Czernowitz. Als 1892 für Philologen und Historiker erstmals Reisestipendien zu 1000 Gulden nach Italien und Griechenland ausgeschrieben wurden, war Polaschek der erste Empfänger aus der Bukowina. Über seine Reise berichtete er 1893 im Jahrbuch der Schule. Er betrieb die Gründung des Vereins „Bukowiner Mittelschule“, der 1892 zustande kam und den gleichartigen Vereinen in den westlichen Kronländern angeschlossen wurde. Mit seinen 120 Mitgliedern stand er beim k.k. Ministerium für Cultus und Unterricht in hohem Ansehen. Am 21. Februar 1893 wurde Polaschek von der Franz-Josephs-Universität in Czernowit zum Dr. phil. promoviert. Angeregt durch Otto Benndorf, bereicherte er den Latein- und Griechischunterricht mit archäologischem Anschauungsmaterial. Er schrieb Programmabhandlungen und Beiträge für Das österreichische Gymnasialwesen, gab ein Wörterbuch zu De bello Gallico heraus und beteiligte sich am Thesaurus Linguae Latinae. Fruchtbar war seine Tätigkeit als Obmann des Czernowitzer Männergesangsvereins. Als langjährigem Verkehrsgast wurde ihm das Band der Czernowitzer Austria verliehen.
Im Jahr 1900 wechselte er als Erster Direktor an das Gymnasium Wien-Floridsdorf, das er zum „modernst organisierten Gymnasium Österreichs“ machte. Anfang 1912 im Sanatorium Löw noch operiert, erlag er mit 57 Jahren einem Krebs im Unterleib. Unter „riesiger Anteilnahme aller Schichten der Bevölkerung“ wurde er zwei Tage nach seinem Tod am Stammersdorfer Zentralfriedhof (Grabnr. 2/5/23) beerdigt.

## Ehrungen
- Goldenes Verdienstkreuz mit der Krone
- k.k. Regierungsrat (1911)

## Veröffentlichungen (Auswahl)
- Beiträge zur Erkenntnis der Partikeln ἄν und κέν. Czernowitz 1890 u. 1891.
- Cäsars Bürgerkrieg, das bell. Alexandrinum und bell. Africum und der codex Vindobonensis 95 (Hist. prof. 594), Endl. LXV. Czernowitz 1893.
- Der Anschauungsunterricht mit besonderer Rücksicht auf die Liviuslectüre. Czernowitz 1894.
- Bemerkungen zur Methodik des lateinischen Unterrichtes auf der untersten Stufe. Wien 1901.
- Studien zur grammatischen Topik im corpus Caesarianum. Wien 1902 (Digitalisat).
- Caesariana. Wien 1906.
- Eröffnung des neuen Gymnasialgebäudes. Wien 1910 (Digitalisat).
- Neunter Jahresbericht über das k.k. Staats-Realgymnasium im XXI. Gemeindebezirke in Wien für das Schuljahr 1908–1909. Wien 1910.
- mit Ignaz Prammer: Prammers Schulwörterbuch zu Cäsars Bellum Gallicum. Wien 1911.